# Aeródromo El Amarillo
El Aeródromo El Amarillo (OACI: SCEA) es un terminal aéreo ubicado junto a la localidad de El Amarillo, comuna de Chaitén, Provincia de Palena, Región de los Lagos, Chile. Es de propiedad privada.